# Цесарский, Игорь Леонидович
Игорь Леонидович Цесарский (род. 1956) — русско-американский прозаик, публицист, переводчик; издатель и главный редактор медиагруппы «Континент».

## Биография
Родители — Леонид Робертович (Лазарь Рувимович) Цесарский (1926-1991) и Евдокия (Дуся) Александровна Цесарская (1931-2020). В 1979 г. окончил филологический факультет ТашГУ. Работал редактором в издательстве Академии наук «ФАН», литературным консультантом в Союзе писателей Узбекистана, главным редактором издательской фирмы «Импульс» (г. Москва).
И.Цесарский выступал в прессе как прозаик и публицист. На его счету три книги прозы, сотни статей в периодической печати, сценарии теле- и радиопередач. В его переводах были напечатаны на русском языке прозаические произведения ведущих узбекских писателей Э. Агзамова, Х.Султанова, С.Сияева и др. Он является членом Международного писательского ПЕН-клуба и Интернациональной Ассоциации прессы.
В 1992 году эмигрировал в США.
В 1995 г. открыл газету на русском языке «Русский акцент».
С 1999 по настоящее время издатель и главный редактор медиагруппы «Континент», одной из крупнейших русскоязычных издательских сетей в Северной Америке, выпускавшей в разные годы пять еженедельных изданий ("Континент" (Восток), "Континент" (Юг), "Континент" (Запад), "Обзор", "Русский акцент" и два ежемесячных приложения "Русский калейдоскоп" (Восток и Мидвест). В настоящее время основным медийным активом медиагруппы является интернет-портал: www.kontinentusa.com. Кроме того выпускаются сайты: www.kontinent.org (Kontinent 4U); туристический — tourismetc.com и литературный альманах "Новый континент" (www.nkontinent.com). Отдельное подразделение медиагруппы занимается выпуском книг и другой печатной продукции. 
Руководитель YouTube канала https://www.youtube.com/@kontinentusa , на Rumble - https://rumble.com/c/KontinentUSA и телеграм-канала - https://t.me/kontinentusa
И.Цесарский консультирует интернет-проекты компании Web Tech Advisors (www.webtechadvisors.com), издательского дома «Винди Пресс» (www.windypress.com) и входит в Совет директоров фонда Anderson House Foundation (Чикаго), а также в редакционные коллегии и жюри ряда Международных проектов.
2011 г. — европейская серебряная медаль имени Альберта Швейцера с дипломом за особые заслуги и отличия в области журналистики.

## Книги
- «Каникулы кончаются в августе», повесть, рассказ. Ташкент, «Юлдузча», 1988
- «Шутки в сторону», рассказы. Алма-Ата, «Жазушы», 1989
- "Опасный вирус: повесть и рассказ", Ташкент «Ёш гвардия», 1990

## Публикации
- «Сплошное расстройство», рассказ. Литературно-художественный альманах «Молодость», Ташкент, «Ёш гвардия», № 15, 1985
- «Волшебный посох», рассказ. Литературно-художественный альманах «Молодость», Ташкент, «Ёш гвардия», № 20, 1985
- «Необыкновенное чудо», рассказ. С.131-132, 1989, журнал «Звезда Востока» (Ташкент)
- «Вечен путь к совершенству» [Рец. на кн.: Шайхов Х. В тот необычный день] // Звезда Востока (Ташкент). – 1985, № 12. с. 155-156.

## Переводы
- Эркин Агзамов «Ответ», повесть. Ташкент, Издательство им. Г.Гуляма, 1987
- Сагдулла Сияев «Сказки для мужчин», рассказы. Ташкент, «Ёш гвардия», 1988
- Эркин Агзамов «Мир весь в цветах», рассказ, Ташкент, «Ёш гвардия», 1989
- Эркин Агзамов «Порог», рассказ, Ташкент, «Ёш гвардия», 1989
- Сагдулла Сияев «Снег среди лета», повесть. Ташкент, «Чулпон», 1990
- Алим Атаханов. Нескончаемые улицы (рассказ)
- Захир Аглям «Удар», рассказ. Совм. с М.Турсуновым, сборник узбекской прозы «Тысяча и одна ночь», Ташкент, Издательство им. Г.Гуляма, 1990

## Составитель
- Подари мне сказку. «Юлдузча», Ташкент, 1989 (совм. с О.Крупенье)

- Под знаком «5». Агентство «Импульс», Москва, 1990 (совм. с М.Кагарлицким и В.Плетинским)

- Парк ДЮССО. Вып. 1, Агентство «Импульс», Шадринск, 1992 (совм. с М.Кагарлицким)

## Интервью
- «Вспоминая Ташкент советский...» 25 авг. 2022, портал «Хан-Тенгри»
- «Аве, Цесарский!», 18.12.2016, Журнал ИсраГео
- «Мультимедийная русская Америка», 31 декабря 2010 г. «Голос Америки»
- «Медиамагнат по русско-американски» (опубликовано в газете «Секрет», № 868, 19-25 дек. 2010
- «Мы сблизим людей и их бизнес». «Лидер Татарстан» — «Континент USA». № 8 (27), авг. 2003.
- Журнал «Внешнеэкономические связи», № 8 (20), 2005 (стр. 13).